# 1997-es wimbledoni teniszbajnokság
Az 1997-es wimbledoni teniszbajnokság az év harmadik Grand Slam-tornája, a wimbledoni teniszbajnokság 111. kiadása volt, amelyet június 23–július 6. között rendeztek meg. A férfiaknál az amerikai Pete Sampras, nőknél a svájci Martina Hingis nyert.

## Döntők

### Férfi egyes
Pete Sampras -  Cédric Pioline, 6-4, 6-2, 6-4

### Női egyes
Martina Hingis -  Jana Novotná, 2-6, 6-3, 6-3

### Férfi páros
Todd Woodbridge /  Mark Woodforde -  Jacco Eltingh /  Paul Haarhuis, 7-6 (4), 7-6 (7), 5-7, 6-3

### Női páros
Gigi Fernández /  Natallja Zverava -  Nicole Arendt /  Manon Bollegraf, 7-6 (4), 6-4

### Vegyes páros
Cyril Suk /  Helena Suková -  Andrei Olhovskiy /  Larisa Neiland, 4-6 6-3 6-4

## Juniorok

### Fiú egyéni
Wesley Whitehouse –  Daniel Elsner 6–3, 7–6(6)

### Lány egyéni
Cara Black –  Brie Rippner 6–3, 7–5

### Fiú páros
Luis Horna /  Nicolás Massú –  Jaco van der Westhuizen /  Wesley Whitehouse 6–4, 6–2

### Lány páros
Cara Black /  Irina Szeljutyina –  Maja Matevžič /  Katarina Srebotnik 3–6, 7–5, 6–3